# Primula tardiflora
Primula tardiflora là một loài thực vật có hoa trong họ Anh thảo. Loài này được (C.M. Hu) C.M. Hu miêu tả khoa học đầu tiên năm 1994.